# Avondzon

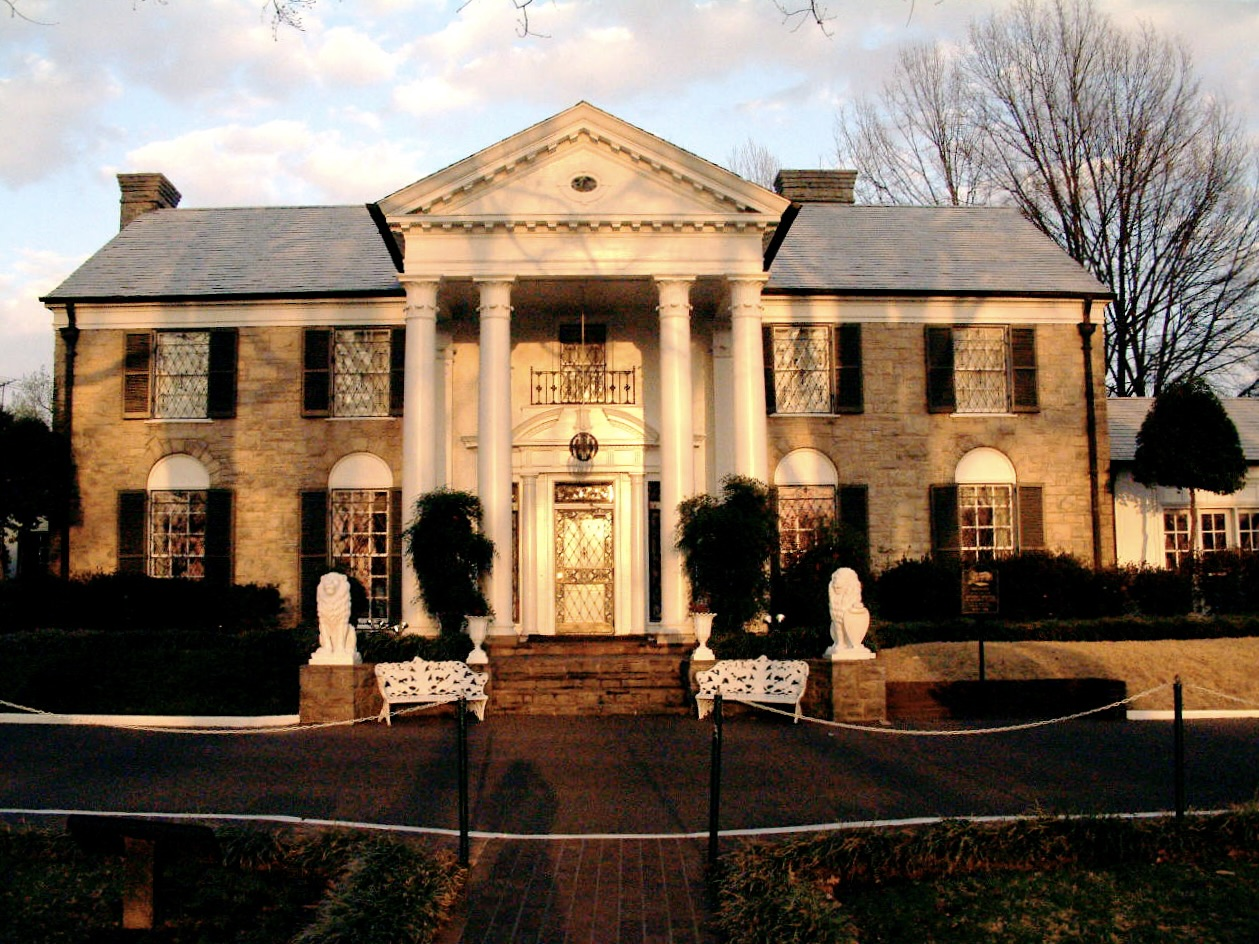
Graceland in de avondzon.

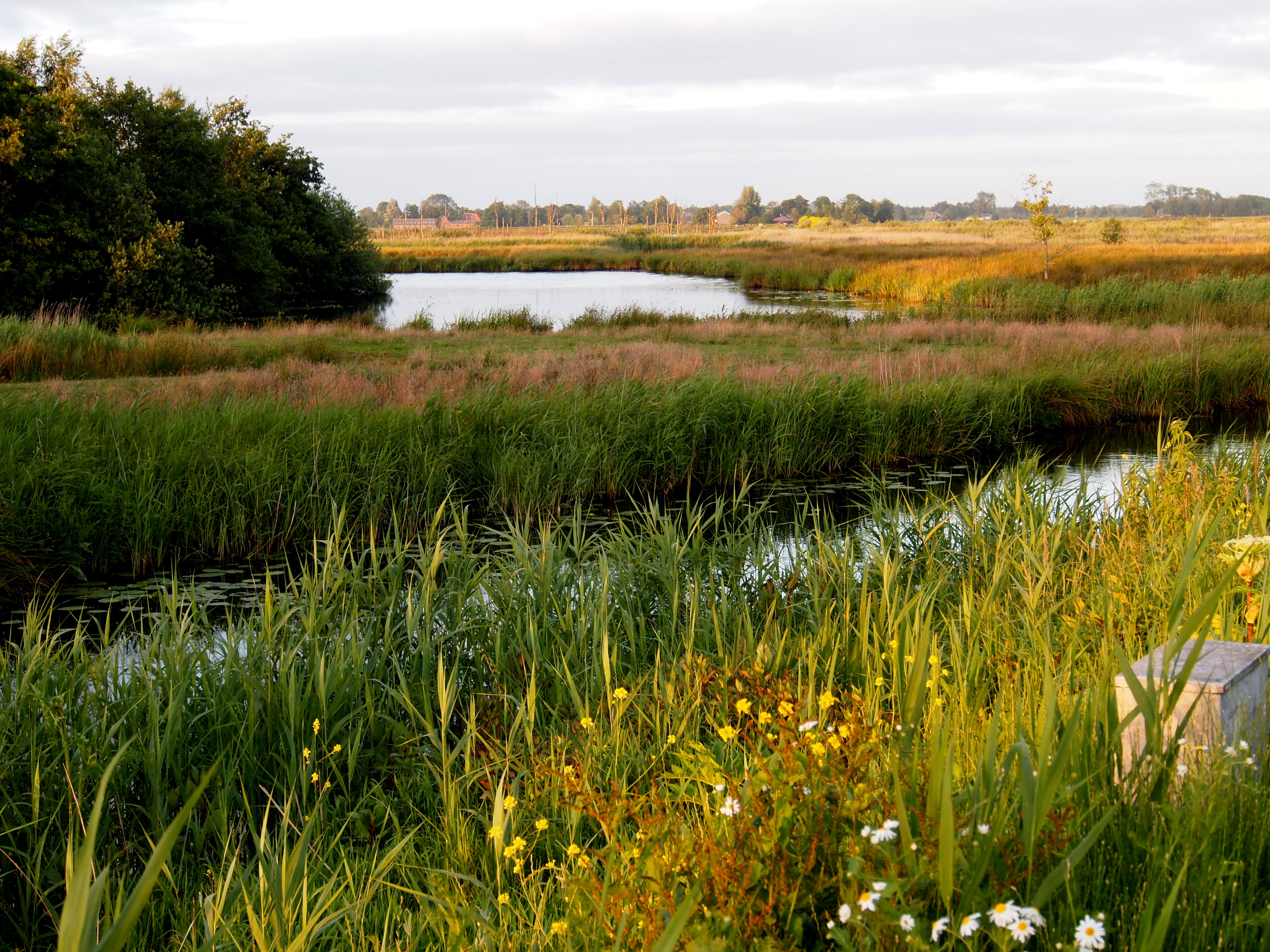
De Oude Venen in de avondzon.

Avondzon is de speciale belichting van de zon aan het begin van de avond, die kan optreden bij helder tot lichtbewolkt weer. Het staat daarmee tegenover de dageraad, de morgenstond, ook genoemd het morgenrood. Het is de openingsscène van de schemering. Wat door de avondzon wordt belicht, ondergaat een optische transformatie die in het algemeen als aangenaam wordt beschouwd.
Soms kan de avondzon de lucht avondrood kleuren.
De term heeft een plaats in het dagelijks taalgebruik, behalve wellicht in verstedelijkte gebieden met subculturen die leven tussen hoogbouw. Landhuizen dragen de naam Avondzon of Villa Avondzon en zijn ervoor gebouwd. Als naam voor gebouwen wordt avondzon ook overdrachtelijk gebruikt in de betekenis van de laatste levensfase. Diverse verzorgingstehuizen, zoals Avondzon in Noordbroek, zijn daarvan de representanten.

## Avondzon in de kunst
- De avondzon is een verhalenbundel uit 2000 van de Vlaamse schrijver Hugo Claus.
- Van Morgenlicht tot avondzon is een dichtbundel uit 2005 van de Vlaamse dichter Luc Verbeke.

Avondzon in de kunst
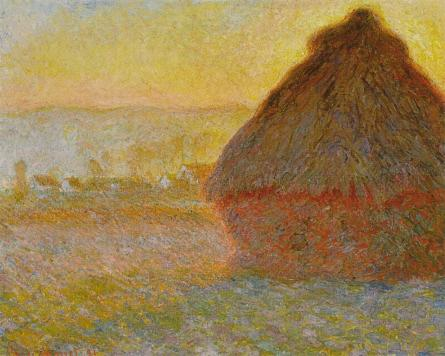
Meule de paille au choucher du soleil (in de serie Hooibergen van Monet), Museum of Fine Arts (Boston)
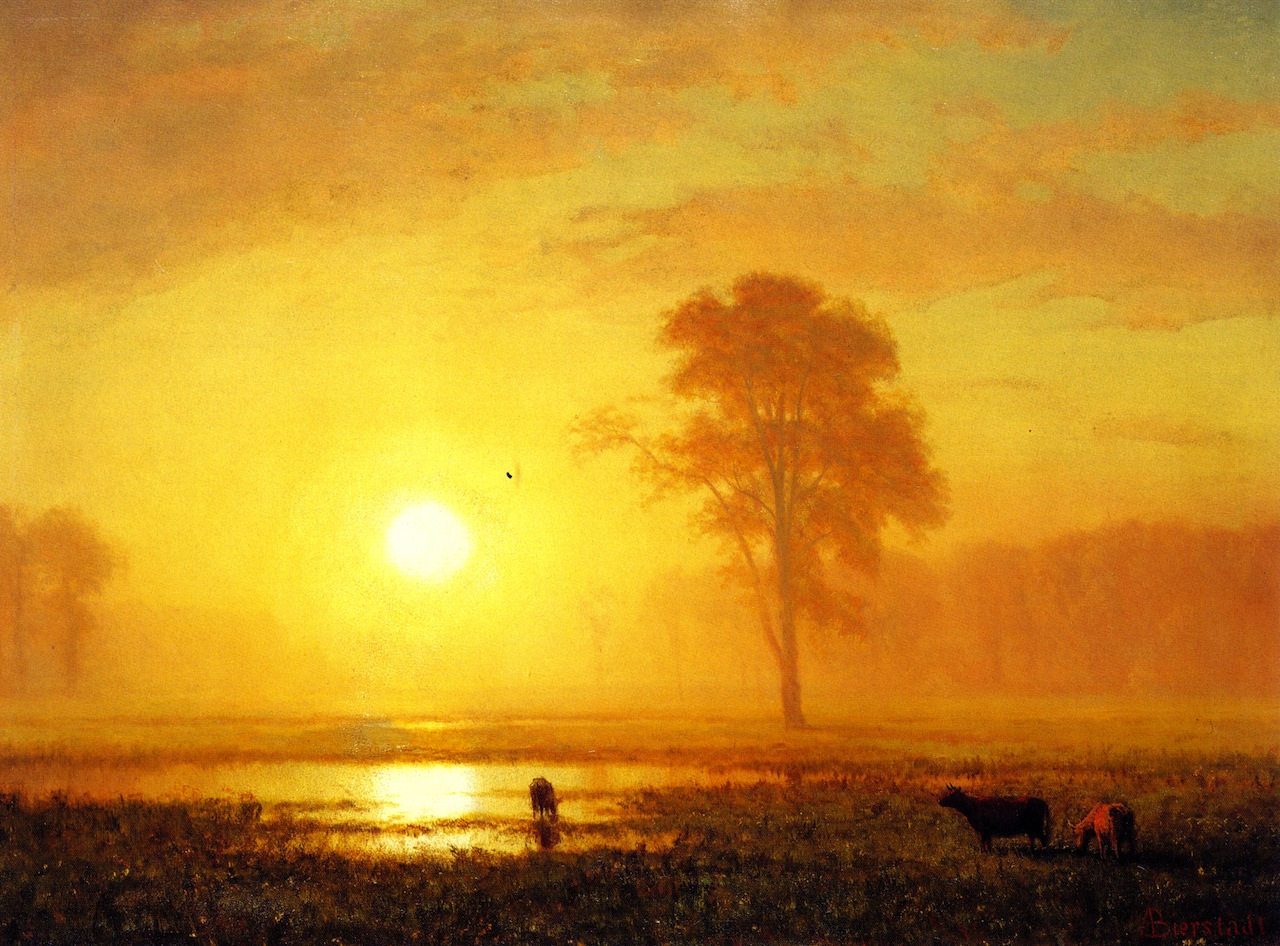
Sunset on the Plains, Albert Bierstadt, Spencer Museum of Art
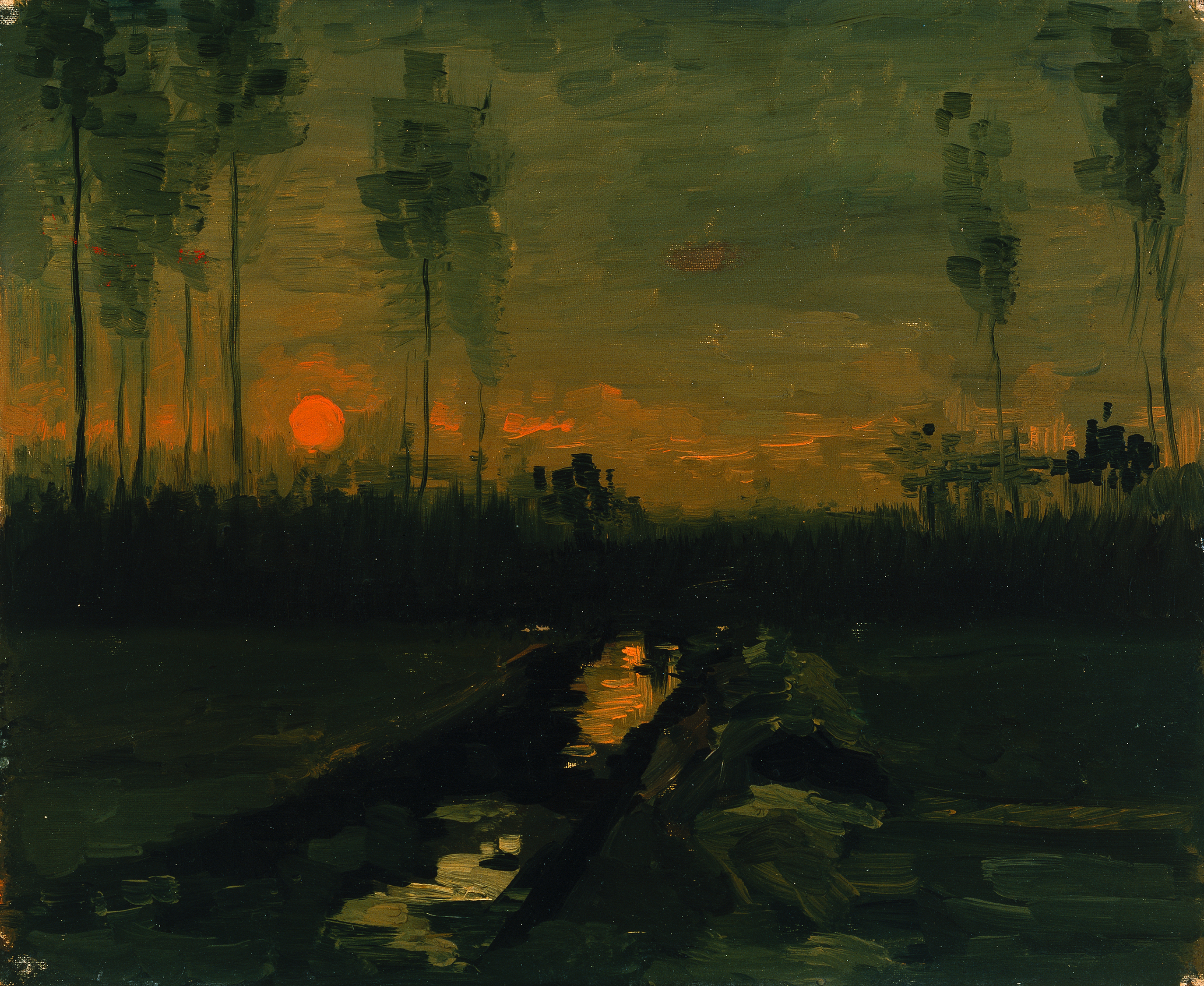
Landschap bij zonsondergang, Vincent van Gogh, Thyssen-Bornemisza Museum
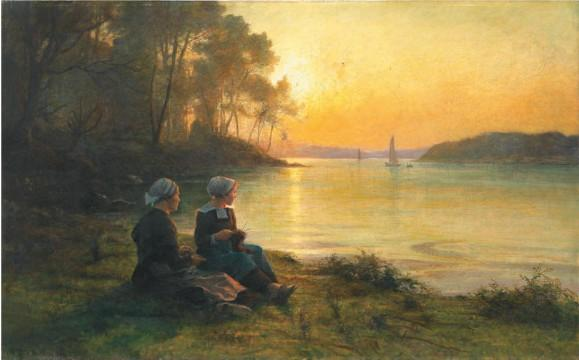
Au bord de l'Odet, Georges Maroniez